# Furulundsskolan
Furulundsskolan är en kommunal gymnasieskola i Sölvesborgs kommun i Blekinge län. Furulundsskolan är den enda gymnasieskolan i kommunen. Skolan har en elevkår vid namn Furulundsskolans Elevkår.
Skolbygganden från 1935 användes före denna skola av Sölvesborgs samrealskola.

## Utbildningsprogram

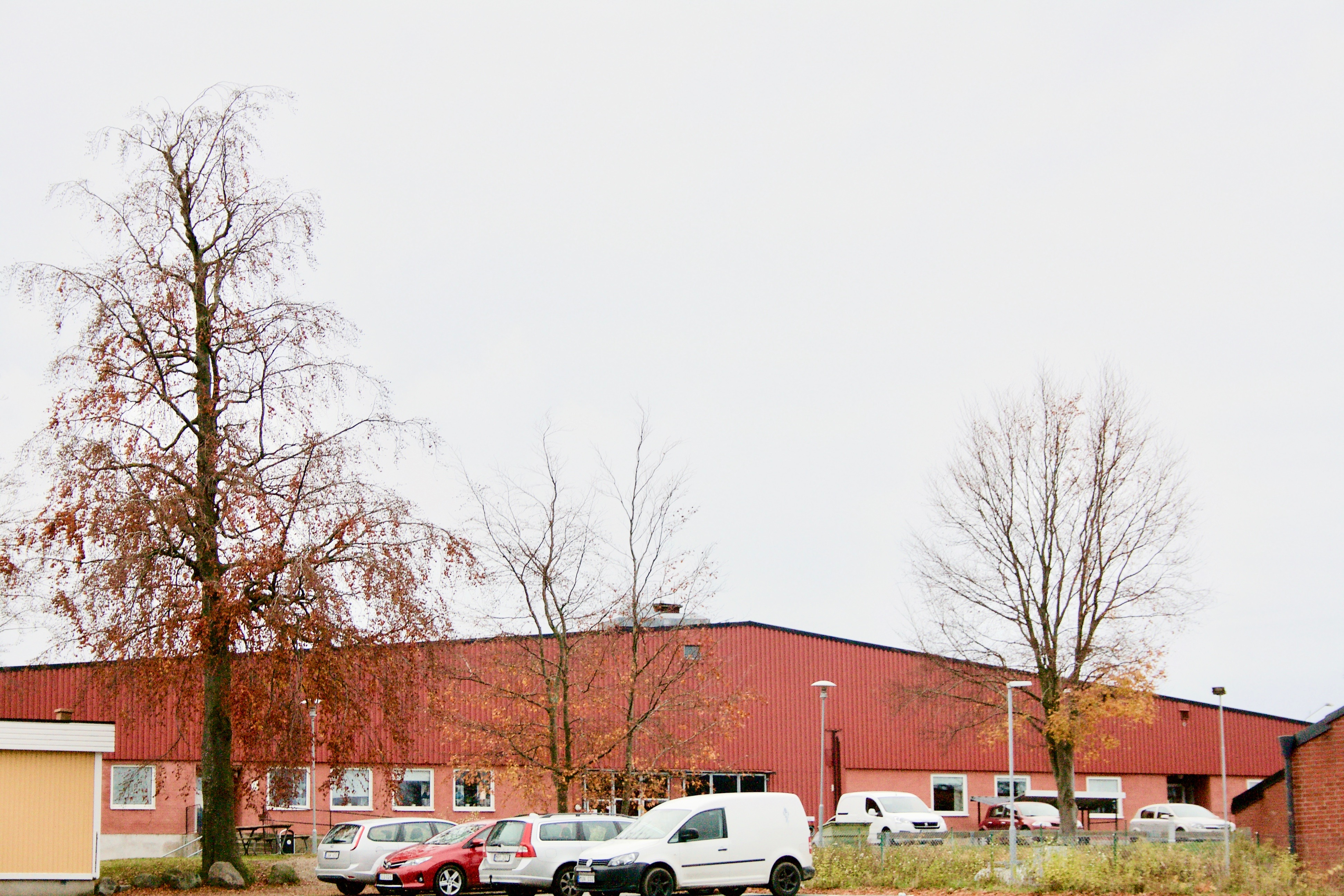
Tekniskt Lärcenter (TLC), juridiskt namn: Furulundsskolan 2

- Barn- och fritidsprogrammet
- Bygg- och anläggningsprogrammet
- Ekonomiprogrammet
- El- och energiprogrammet
- Estetiska programmet
- Industriprogrammet
- Naturvetenskapsprogrammet
- Samhällsvetenskapsprogrammet
- Teknikprogrammet

## Elevkår
Furulundsskolan hade ett elevråd ända till 2017 då den juridiskt fristående organisationen Furulundsskolans elevkår bildades. Organisationen hade dock arbetet mer eller mindre fristående från skolan ända sedan 2016 och varit medlem i Sveriges elevkårer sedan 2011.